# Irish (jeu)
L'Irish est une variante du poker.

## Règles
Dans cette variante, 4 cartes fermées sont distribuées à chaque joueur qui forment la main de départ.
La seule différence réside dans le fait qu'après le flop, chaque joueur se débarrasse de 2 cartes qu'il avait en main et le coup se termine comme au Texas hold'em.
La meilleure combinaison de 5 cartes remporte la main.
Il se joue généralement en pot limit.

## Déroulement d'un coup
- Le donneur distribue les cartes une par une en commençant par le joueur à sa gauche, qui mise la petite blind et son voisin de gauche la grosse blind.

s'ensuit un premier tour de mise.
- Le flop est dévoilé, s'ensuit un deuxième tour de mise au terme duquel les joueurs restant se séparent de 2 de leurs cartes. il ne reste donc plus que 2 cartes fermées.

- Le donneur dévoile le turn. et il s'ensuit un troisième tour de mise.

- Le donneur dévoile la river ; il s'effectue alors un dernier tour de mise et les joueurs restants montrent leur cartes pour voir qui a gagné.